# Stelletje Pottenbakkers!
Stelletje Pottenbakkers! is een Nederlands televisieprogramma dat werd uitgezonden door SBS6. De presentatie van het programma was in handen van Kim-Lian van der Meij, zij was tevens de bedenkster van het programma.

## Format
Onder leiding van presentatrice Kim-Lian van der Meij ging een groep bestaande uit acht bekende Nederlanders de pottenbakstrijd met elkaar aan. Elke aflevering kwamen er verschillende opdrachten aan bod die te maken hadden met pottenbakken, de kandidaten leerden onder andere verschillende pottenbaktechnieken, zoals de draaischijf gebruiken en boetseren. Er waren ook speciale opdrachten waarbij familieleden eenmalig mochten helpen en de kandidaten met elkaar samen moesten werken. De jury werd gevormd door Liselore Halink en Brian Coutinho.
Elke aflevering bepaalt de jury van wie de creatie het beste is gelukt en van wie het minste; de slechtste kandidaat moet het programma verlaten. Uiteindelijk komen er drie kandidaten in de finale te staan en degene die deze finale weet te winnen, krijgt een eigen serviesset.

## Seizoen 1 (2018)
Het eerste seizoen bestond uit acht deelnemers. Tijdens de eerste aflevering hoefde niemand het programma te verlaten. Door een blessure moest Wolter Kroes in de derde aflevering verplicht stoppen met het programma.
| Plaats | Kandidaat     | Beroep               | Opmerkingen                            |
| ------ | ------------- | -------------------- | -------------------------------------- |
| 1      | Roy Donders   | Zanger, ondernemer   | Winnaar                                |
| 2      | Kim Kötter    | Model, presentatrice | Afgevallen in de finale / aflevering 7 |
| 3      | Linda Caron   | Deelneemster Utopia  | Afgevallen in de finale / aflevering 7 |
| 4      | Patricia Paay | Zangeres             | Afgevallen in aflevering 6             |
| 5      | Rob Geus      | Presentator, kok     | Afgevallen in aflevering 5             |
| 6      | Robin Martens | Actrice, danseres    | Afgevallen in aflevering 4             |
| 7      | Wolter Kroes  | Zanger               | Noodgedwongen gestopt in aflevering 3  |
| 8      | Shirma Rouse  | Zangeres             | Afgevallen in aflevering 2             |